# New Relic
New Relic é uma empresa de tecnologia da informação que desenvolve uma ferramenta de monitoramento para serviços baseados em nuvem.

## História
A New Relic foi fundada em 2008 por Lew Cirne, o nome da empresa sendo um anagrama do seu. Ainda em 2008, a New Relic recebeu destaque pela revista NetworkWorld Magazine, e em 2010 pela revista CRN.
Em 2012, a CA Technologies iniciou um processo judicial contra a New Relic por uma suposta violação de uma patente sua.
Em 2013, a New Relic captou 80 milhões de dólares com investidores privados, sendo avaliada em 750 milhões de dólares. A empresa usou os recursos para desenvolver sua plataforma para o sistema operacional Android. Em 2013, a empresa anunciou que estava convertendo seu produto, oferecendo-o como um serviço (mode SaaS).
Tanto em 2012 como em 2013, foi eleita pelo San Francisco Business Times como o melhor lugar para trabalhar na Bay Area.
Em 2014, a New Relic captou mais 100 milhões de dólares, em uma rodada liderada pela BlackRock. A empresa abriu capital no mesmo ano.
Em 2020, Bill Staples se tornou chefe de produto. No mesmo ano, moveu seus escritórios para o centro de Atlanta. Ainda em 2020, realizou demissões. Em julho do mesmo ano, unificou seus produtos em uma plataforma chamada New Relic One. Adquiriu ainda em 2020 a Pixie Labs, que oferecia um serviço para monitorar aplicações Kubernetes.
Em 2021, realizou demissões (layoffs). Em maio do mesmo ano, Bill Staples foi promovido a CEO, e Cirne tornou-se membro do conselho. Em outubro de 2021, adquiriu a CodeStream, que fornece uma plataforma de desenvolvimento colaborativo.
Em 2022, lançou ferramentas para monitoria voltadas para times de SRE, além de uma ferramenta para detecção de vulnerabilidades.